# Stanley Miller (artiste)
Pour les articles homonymes, voir Miller et Stanley Miller (homonymie).
Stanley « Mouse » Miller (né le 10 octobre 1940 à Fresno en Californie aux États-Unis) est un artiste d'art psychédélique qui a produit des affiches de concert de rock des années 1960, et des couvertures d'album pour Grateful Dead. Avec des artistes comme Rick Griffin, Alton Kelley, Victor Moscoso et Wes Wilson, Stanley Mouse a fondé l'agence de distribution de Berkeley Bonaparte afin de produire et vendre les affiches psychédéliques. Stanley Miller et Alton Kelley ont également travaillé ensemble au Mouse Studios et au Monster Company, qui ont produit des couvertures d'album pour les groupes de rock Journey et Grateful Dead. Depuis 1983, Stanley Miller est peintre à Santa Fe au Nouveau-Mexique. 

## Biographie et œuvre
Stanley Miller a grandi à Detroit au Michigan où il gagne le surnom de « Mouse » (souris), qui lui a été donné au lycée. Miller a été exclu du Mackenzie High School pour vandalisme en 1956 pour avoir repeint la façade du lycée - un lieu de visites de l'adolescence populaire à travers la rue de Mackenzie. Stanley Miller a fait ses études artistiques à Art School of The Society of Arts and Crafts à Detroit. 
En 1958, Stanley Miller a été fasciné par le mouvement Weird Hot Rod Art qui avait débuté en Californie dix ans plus tôt. Il a commencé à produire des t-shirts pour les expositions de voiture customisées. Il a travaillé avec Ed Roth. Stanley Miller a été également influencé par le travail de Rick Griffin, avec qui il collaborerait plus tard sur des affiches et des couvertures d'albums. En 1959, Stanley Miller et sa famille fondent Mouse Studios, une entreprise de vente par correspondance. 
En 1965, Stanley Miller a voyagé à San Francisco en Californie avec un groupe d'amis de son école d'art. Stanley Miller a rencontré Alton Kelley, un artiste autodidacte, qui était récemment arrivé de Virginia City au Nevada. Alton Kelley avait rejoint un groupe de hippies qui s'est appelé Red Dog Saloon Gang. À son arrivée à San Francisco, Stanley Miller et d'autres membres du groupe se sont renommés The Family Dog. Ils ont commencé à produire de musique de rock. En 1966, quand Chet Helms a pris la direction du groupe et a commencé à promouvoir les concerts à l'Avalon Ballroom, Stanley Miller et Alton Kelley ont commencé à travailler ensemble pour produire des affiches pour les concerts. Plus tard ils ont aussi réalisé des affiches pour l'organisateur de concert Bill Graham et pour d'autres événements de la communauté psychédélique. 
Le style de Stanley Miller et Alton Kelley est fait d'enchevêtrements et de courbes sinueuses qui se multiplient à l'infini. Les lettrages suivent la même tendance jusqu'à être presque illisibles. L'usage de couleurs saturées et multiples est de rigueur. On retrouve l'influence à la fois de l'Art nouveau (en particulier d'Alphonse Mucha), les expériences visuelles liées à la prise de drogues hallucinatoires (en particulier le LSD) et de l'art indien. 
Stanley Miller et Alton Kelley ont réalisé les affiches de groupes de rock tels que Big Brother and the Holding Company, Quicksilver Messenger Service et Grateful Dead. L'affiche qu'il a créée pour le concert du Grateful Dead pour les concerts du 16 et 17 septembre 1966 est considérée comme l'un des meilleures affiches de cette période.
En 1968, Chet Helms et Bill Graham ont commencé à se tourner vers d'autres artistes pour leur travail d'affiche, et la carrière Stanley Miller a décliné. Après de brèves périodes à Londres, au Massachusetts, et au Canada, Stanley Miller est retourné en Californie pour vivre dans le comté de Marin à côté de Kelley. Stanley Miller et Alton Kelley ont repris leur collaboration en 1971, produisant des œuvres pour les groupes de rock de la région de la Baie de San Francisco, Grateful Dead et plus tard Journey. Ils ont créé l'image de squelette et de roses qui sont devenus les iconographie de Grateful Dead et les ailes et les coléoptères des couvertures des albums de Journey. Stanley Miller et Alton Kelley ont continué à travailler ensemble sur des évènements rock jusqu'en 1980. 
Stanley Miller a continué à produire des couvertures d'album pendant les années 1980. Il s'est installé au Nouveau-Mexique et a travaillé pour un grand nombre de médias. En 1993, Stanley Miller a nécessité d'une greffe de foie. Les frais médicaux ont été pris en charge par les membres du Grateful Dead. Stanley Miller vit maintenant à Sonoma où il continue à peindre. 

### Sources
- FREEHAND, The Art of Stanley Mouse, par Stanley Mouse

- (en) Cet article est partiellement ou en totalité issu de l’article de Wikipédia en anglais intitulé « Stanley Mouse » (voir la liste des auteurs).